# Varlaam (Ponomarjov)
Varlaam (světským jménem: Vladimir Georgijevič Ponomarjov; * 22. června 1974, Izobilnyj) je ruský duchovní Ruské pravoslavné církve a arcibiskup machačkalský a grozněnský.

## Život
Narodil se 22. června 1974 v Izobilnym.
Roku 1989 dokončil Izobilnskou střední školu č. 1. a roku 1982 Polytechnické lyceum č. 1 ve Stavropolu. Poté studoval na Stavropolském duchovním semináři, který dokončil roku 1998.
Při studiu v semináři byl 17. července 1996 inspektorem semináře igumenem Petrem (Kuzovlevem) postřižen na monacha se jménem Varlaam na počest svatého Varlaama Chutynského.
Dne 15. září 1996 byl v chrámu svatého Ondřeje Prvozvaného ve Stavropolu metropolitou stavropolským a bakinským Gedeonem (Dokukinem) rukopoložen na hierodiakona a 27. září ve stejném chrámu na jeromonacha. Po vysvěcení působil jako představený chrámu svatého Mikuláše ve stanici Sotnikovskoje.
Po dokončení studií roku 1998 byl jmenován klerikem chrámu svatého Theodosia Černihivského v Ipatově a o rok později představeným chrámu svatého Mikuláše Divotvorce ve stanici Karmalinovskaja.
Dne 25. prosince 1999 byl ustanoven představeným chrámu Pokrova přesvaté Bohorodice ve stanici Slepcovskaja v republice Ingušsko.
Roku 2004 se stal blagočinným republiky Ingušsko a Čečensko. Stejného roku byl jmenován představeným chrámu svatého archanděla Michaela ve městě Grozný se zachováním předchozích funkcí.
Roku 2005 byl na Velikonoce biskupem stavropolským Feofanem (Ašurkovem) povýšen na igumena a roku 2010 mu bylo uděleno právo nosit epigonation.
Roku 2005 se stal členem Veřejné rady prezidenta Ingušska a 9. října 2006 byl potvrzen ve funkci člena Veřejné komory při prezidentu Čečenska. V březnu 2011 byl zařazen do pracovní skupiny pro posilování mezietnických vztahů v Čečenské republice.
Roku 2008 dokončil studium na Kyjevské duchovní akademii.
V srpnu 2011 byl převeden do kléru vladimirské eparchie a byl jmenován asistentem představeného monastýru Promění Páně v Muromu a také ředitelem pravoslavného gymnázia přepodobného Ilji Muromce. V prosinci byl ustanoven představeným monastýru v Muromu a dne 7. června 2012 byl Svatým synodem do této funkce jmenován.
Dne 26. prosince 2012 byl Svatým synodem zvolen biskupem machačkalským a grozněnským. Dne 2. ledna 2013 byl povýšen na archimandritu a 18. ledna byl v chrámu Zjevení Páně v Moskvě oficiálně jmenován biskupem. Dne 27. ledna proběhla v chrámu Krista Spasitele v Moskvě jeho biskupská chirotonie. Světiteli byli patriarcha moskevský Kirill, metropolita krutický a kolomenský Juvenalij (Pojarkov), metropolita astanský a kazachstánský Alexandr (Mogiljov), metropolita saranský a mordovský Varsonofij (Sudakov), metropolita tverský a kašinský Viktor (Olijnyk), metropolita bělgorodský a starooskolský Ioann (Popov), metropolita jekatěrinburský a věrchoturský Kirill (Nakoněčnyj), metropolita chabarovský a priamurský Ignatij (Pologrudov), metropolita rostovský a novočerkasský Merkurij (Ivanov), metropolita čeljabinský a zlatoustovský Feofan (Ašurkov), metropolita tambovský a rasskazovský Feodosij (Vasněv), metropolita nižněnovgorodský a arzamaský Georgij (Danilov), metropolita stavropolský a něvinnomysský Kirill (Pokrovskij), arcibiskup kerčský Anatolij (Kuzněcov), arcibiskup vitebský a oršanský Dzimitryj (Drazdou), arcibiskup vladimirský a suzdalský Jevlogij (Smirnov), arcibiskup verejský Jevgenij (Rešetnikov), arcibiskup vladikavkazský a alanský Zosima (Ostapenko), arcibiskup ženevský a západoevropský Michail (Donskov), biskup gatčinský Amvrosij (Jermakov), biskup pjatigorský a čerkeský Feofilakt (Kurjanov), biskup solněčnogorský Sergij (Čašin), biskup narvský a peipsiveerský Lazar (Gurkin), biskup elistský a kalmycký Zynovij (Korzynkin), biskup chanty-mansijský a surgutský Pavlo (Fokin) a biskup zarajský Konstantin (Ostrovskij).
Dne 19. března 2014 byl Svatým synodem ustanoven igumenem Novo-Sinajského monastýru ve stanici Ordžonikidzevskaja.
Dne 4. prosince 2017 byl při liturgii v chrámu Krista Spasitele povýšen patriarchou Kirillem na arcibiskupa.